# 阿旺·洛桑·德爾智

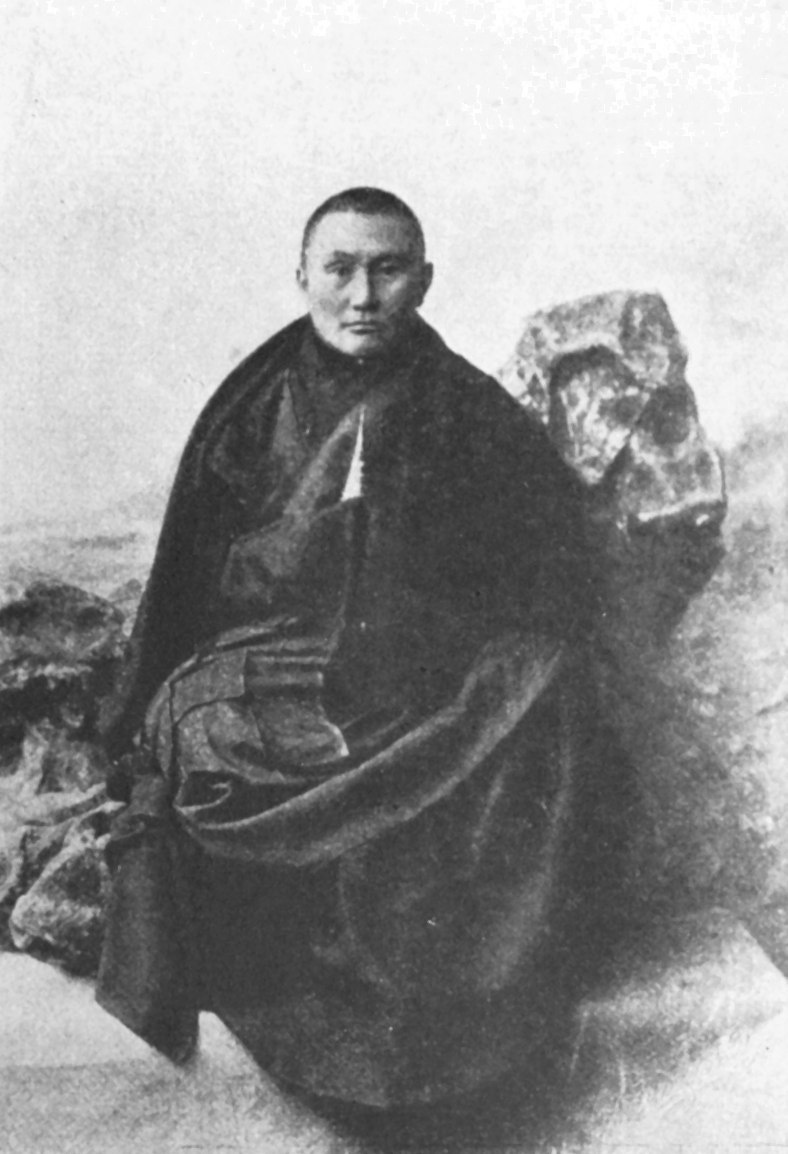
阿旺·德爾智

阿古旺·道尔基耶夫（羅馬化：Agvan Dorzhiev；1854年—1938年1月29日），即阿旺·洛桑·德爾智（藏語：ངག་དབང་བློ་བཟང་རྡོ་རྗེ་，威利转写：ngag dbang blo bzang rdo rje），是一位出身布里亚特的藏传佛教格魯派僧侶，20世纪初第十三世達賴的政治顧問，主張西藏與俄國聯合的核心人物。
阿格旺多傑曾對胡都木蒙古文和托忒文的進行改進，創造瓦金德拉蒙古文。

## 生平
阿旺·德爾智出身蒙古族，來自西伯利亞中西部布里亞特的烏蘭烏德，此地在1666年被俄國佔領，成為俄羅斯帝國的屬地。阿旺·德爾智14歲出家，精研佛學。1890年，到達拉薩，成為第十三世達賴的助理教師，與達賴建立良好的情誼。
1897年，西藏政府逮捕了潛入邊界的英國軍官，德爾智向達賴建議，西藏應該尋找新的外國保護者，並且認為西藏應該與俄國建立關係。
1902年，德爾智被派遣至俄國出使，希望與俄國建立關係。為先發制人，英國決定派兵入侵西藏，攻佔了拉薩，第十三世達賴喇嘛出亡至蒙古。
1904年，達賴喇嘛再度派遣德爾智赴俄國向沙皇尼古拉二世求援，但俄國拒絕協助西藏。1913年代表第十三世達賴喇嘛签署《蒙藏條約》。
1917年十月革命后，阿古旺·道尔基耶夫全身心投入苏俄政治和宗教改革活动。与革命前一样，他不断与当局对话。现在，他的对话者不再是尼古拉二世和外交部长伊兹沃尔斯基，而是列宁和卢纳察尔斯基。在这些会议上，道尔基耶夫强调佛教不是一种宗教，而是一种哲学，它包含与共产主义（佛教社会主义）共同的理念，即每个人都有责任为共同的事业负责。
1921年夏天，道尔基耶夫向苏维埃当局提出建立缓冲国（包括贝加尔地区、外贝加尔地区、蒙古，可能还有西藏）的建议，以隔离俄罗斯、日本和中国的势力。同年，道尔基耶夫用蒙古文编撰了一部自传，以诗歌的形式呈现（手写本保存在俄罗斯科学院东方研究所圣彼得堡分院手稿部）。
1937年11月，85岁的道尔基耶夫在布里亚特被捕。1938年1月29日，他从牢房转移到监狱医院后在内务人民委员部羁押期间死亡，享年85岁。